# 1183-as busz
Az 1183-as jelzésű autóbuszvonal távolsági autóbuszjárat Budapest és Nagykanizsa valamint Lenti között, melyet a Volánbusz Zrt. lát el.

## Közlekedése
Budapest, Népliget és Nagykanizsa valamint Lenti Autóbusz-állomás között közlekedik.  
Nagykanizsa felé négy járat, Budapest felé három járat szállítja az utasokat. A négy járatból az egyik a hetek első munkanapját megelőző napon közlekedik Budapest és Lenti között. A többi 3 járatpár Budapest és Nagykanizsa között szállítja az utasokat. Budapest felé az egyik járat csak a hetek utolsó munkanapján közlekedik.

## Megállóhelyei
| 0  | Budapest, Népliget autóbusz-pályaudvar végállomás | 11 | 1, 1A 83 254E 901, 914, 914A, 918, 950, 950A 607, 608, 616, 625, 626, 627, 628, 629, 630, 631, 632, 633, 635, 636, 650, 653, 654, 655, 656, 657, 660, 661, 679 1080, 1085, 1087, 1090, 1092, 1094, 1110, 1111, 1113, 1115, 1120, 1121, 1123, 1125, 1131, 1134, 1136, 1172, 1173, 1174, 1175, 1176, 1177, 1184, 1185, 1188, 1189, 1193, 1194, 1205, 1212, 1215, 1216, 1229, 1251, 1253, 1254, 1257, 1268            |
| 1  | Budapest, Petőfi híd, budai hídfő                 | 10 | 4, 6 153, 154, 212, 212A, 212B 918 1172, 1173, 1174, 1175, 1176, 1177, 1184, 1185, 1188, 1189, 1193, 1194, 1205, 1212, 1215, 1216, 1229, 1251, 1253, 1254, 1257 |
| 2  | Budapest, Újbuda-központ                          | 9  | 4, 6, 17, 41, 47, 48, 56, 61 33, 58, 150, 150B, 153, 154, 212, 212A, 212B 973, 973A 1172, 1173, 1174, 1175, 1176, 1177, 1184, 1185, 1188, 1189, 1193, 1194, 1205, 1212, 1215, 1216, 1229, 1251, 1253, 1254, 1257 |
| 3  | Budapest, Sasadi út                               | 8  | 8E, 40, 40B, 40E, 53, 87, 87A, 88, 88A, 108E, 139, 140, 140A, 150, 150B, 153, 154, 172, 173, 187, 188, 188E, 240, 272 908, 940, 941, 972 731, 760, 764 1187 1172, 1173, 1174, 1175, 1176, 1177, 1184, 1185, 1188, 1189, 1193, 1194, 1205, 1212, 1215, 1216, 1229, 1251, 1253, 1254, 1257 |
| 4  | Zalakomár (Kiskomárom), kultúrház                 | 7  | 1578 6043, 6163, 6186, 6188, 6222, 6405, 6415 |
| 5  | Zalakaros, autóbusz-állomás                       | 6  | 1578, 1735, 1736, 1794 6043, 6163, 6186, 6188, 6222, 6226, 6396, 6405, 6415, 6420 |
| 6  | Zalakaros, fedett fürdő                           | 5  | 1578, 1735, 1736, 1794 6043, 6163, 6226, 6396, 6405, 6415, 6420 |
| 7  | Galambok, vendéglő                                | 4  | 1735, 1736, 1794 6043, 6163, 6226, 6396, 6405, 6415, 6420 |
| 8  | Zalasárszeg, bejárati út                          | 3  | 1794 6405, 6415, 6420 |
| 9  | Nagyrécse, bejárati út                            | 2  | 1735, 1794 6226, 6403, 6405, 6415 |
| 10 | Nagykanizsa, Fortuna                              | 1  | 5, 5Y, 7, 7Y, 16, 16A, 16E, 16Y 1184, 1735, 1736, 1794 6043, 6163, 6226, 6396, 6403, 6405, 6415 |
| 11 | Nagykanizsa, autóbusz-állomás végállomás          | 0  | 2, 2E, 4A, 4Y, 5, 5Y, 6E, 7, 7Y, 8, 8Y, 9, 9Y, 10, 10A, 10Y, 15, 16, 16A, 16E, 16Y, 17, 18, 18Y, 24, 25, 28, 28B, 46 1184, 1503, 1562, 1641, 1642, 1666, 1667, 1668, 1726, 1735, 1736, 1794 5686, 5687, 5688, 5972, 6043, 6122, 6138, 6139, 6163, 6226, 6245, 6246, 6247, 6396, 6400, 6401, 6403, 6405, 6415, 6420, 6421, 6425, 6428, 6429, 6435, 6440, 6445, 6446, 6448, 6454, 6456, 6458, 6462, 6465, 6470, 6472 |
| 12 | Sormás autóbusz-váróterem                         |    | 1184 6245, 6247, 6435, 6440, 6445, 6446, 6448, 6454 |
| 13 | Becsehely, templom                                |    | 1184 6245, 6247, 6440, 6445, 6454, 6458 |
| 14 | Letenye, autóbusz-állomás                         |    | 1184, 1641 6245, 6247, 6435, 6440, 6445, 6454, 6456, 6458, 6506, 6520, 6521 |
| 15 | Murarátka, vegyesbolt                             |    | 1184 6454, 6456, 6520, 6521 |
| 16 | Csörnyeföld, községháza                           |    | 1184, 1641 6454, 6456, 6520 |
| 17 | Dobri, vegyesbolt                                 |    | 1184, 1641 6454, 6456, 6457, 6520 |
| 18 | Tornyiszentmiklós, kultúrház                      |    | 1184, 1641 6454, 6456, 6457 |
| 19 | Tornyiszentmiklós, bolt                           |    | 1184, 1641 6454, 6456, 6457 |
| 20 | Lovászi, presszó                                  |    | 1184, 1641 6454, 6456, 6457 |
| 21 | Lenti, autóbusz-állomás végállomás                |    | 2, 3, 35, 90, 94 1187 1184, 1193, 1625, 1639, 1641, 1643, 1658, 1669 6238, 6241, 6242, 6248, 6262, 6287, 6446, 6448, 6454, 6456, 6457, 6553, 6560, 6565, 6570, 6576, 6577, 6580, 6585 |